# Metastelma freemani
Metastelma freemani är en oleanderväxtart som beskrevs av Nicholas Edward Brown. Metastelma freemani ingår i släktet Metastelma och familjen oleanderväxter. Inga underarter finns listade i Catalogue of Life.